# Mangrovemézevő
A mangrovemézevő (Gavicalis fasciogularis) a madarak osztályának a verébalakúak (Passeriformes) rendjébe, ezen belül a mézevőfélék (Meliphagidae) családjába tartozó faj.

## Rendszerezése
A fajt John Gould angol ornitológus írta le 1854-ben, a Ptilotis nembe Ptilotis fasciogularis néven. Besorolása vitatott, egyes szervezetek a Lichenostomus nembe sorolják Lichenostomus fasciogularis néven.

## Előfordulása
Ausztrália keleti tengerparti részén honos. Természetes élőhelyei a szubtrópusi vagy trópusi mangroveerdő és cserjések, valamint partvidékek, öblök és torkolatok. Állandó, nem vonuló faj.

## Megjelenése
Testhossza körülbelül 19,5 centiméter, testtömege 22–33 gramm.

## Életmódja
Nektárral és gerinctelenekkel táplálkozik, alkalmanként gyümölcsöt is fogyaszt.

## Természetvédelmi helyzete
Az elterjedési területe nem nagy, egyedszáma viszont növekszik. A Természetvédelmi Világszövetség Vörös listáján nem fenyegetett fajként szerepel.